# Princeton (Kansas)
Pour les articles homonymes, voir Princeton.
Princeton est une ville américaine située dans le comté de Franklin, au Kansas. Selon le recensement de 2020, sa population est de 277 habitants.